# Liste des codes OACI des aéroports/R
- A
- B
- C
- D
- E
- F
- G
- H
- I
- J
- K
- L
- M
- N
- O
- P
- Q
- R
- S
- T
- U
- V
- W
- X
- Y
- Z

## RC
Taïwan :
- RCKH : Aéroport international de Kaohsiung
- RCNN : Aéroport de Tainan
- RCSS : Aéroport de Taipei Songshan
- RCTP : Aéroport international Taiwan Taoyuan
- RCYU : Aéroport de Hualien

## RJ
Japon :
- RJAA : Aéroport international de Narita
- RJAH : Aéroport d'Ibaraki
- RJBB : Aéroport international du Kansai
- RJFF : Aéroport de Fukuoka
- RJFU : Aéroport international de Nagasaki
- RJGG : Aéroport international du Chūbu
- RJNA : Aéroport de Nagoya
- RJOO : Aéroport international d'Ōsaka
- RJSS : Aéroport de Sendai
- RJTG : Nouvel aéroport de Chitose
- RJTT : Aéroport international de Tōkyō-Haneda

## RO
Japon :

## RK
Corée du Sud :
- RKJB : Aéroport international de Muan
- RKJJ : Gwangju Airport
- RKPC : Aéroport international de Jeju
- RKPK : Aéroport international de Gimhae (Busan)
- RKSI : Aéroport international d'Incheon
- RKSS : Aéroport international de Gimpo
- RKTN : Daegu Airport

## RP
Philippines :
- RPLC : Aéroport international de Diosdado Macapagal
- RPLL : Aéroport international Ninoy Aquino